# Essentials & Rarities
Essentials & Rarities (llamado anteriormente en su etapa de confección como Memories & Rarities) es el sexto álbum recopilatorio del compositor francés Jean-Michel Jarre, y el tercero que no incluye temas nuevos o nuevas versiones de estos (como lo fueron Images o AERO que incluyeron temas nuevos y nuevas versiones; y Oxygene: New Master Recording que fueron los seis temas de Oxygene rehechos). Además, es el primer disco oficial de Jarre que incluye temas anteriores a Oxygene (álbumes como la saga "Rarities", si bien son netamente temas del francés, no son considerados como oficiales).
Fue estrenado el día lunes 30 de mayo de 2011, un día después del concierto que el artista realizó en el Jelling Musikfestival 2011, Dinamarca; en el marco de su gira Indoors Arena Tour.

## Antecedentes del álbum
Jarre durante el 2010 firma con la discográfica EMI, después de veinte años con Sony Music. Con este nuevo sello, el artista se comprometía a realizar un disco para el 2011 con temas nuevos, después de una sequía de nuevos temas desde Teo & Tea el año 2006. Realizada la firma con EMI, se empezó a especular, sin embargo, que Jarre ya tenía planes de realizar un compilado de temas inéditos previos al disco que lo llevó a la fama, Oxygene; inclusive, ya por la internet rondaba el nombre de Memories & Rarities. Sin embargo, y la repentina muerte de su colega y amigo de muchos años Francis Dreyfus (dueño de la discográfica con su mismo apellido) hizo cambiar sus planes ligeramente. Finalmente, a mediados de abril de 2011, la página de la discográfica Disques Dreyfus anunció la llegada del nuevo álbum, ahora con su nombre definitivo y con una clara dedicatoria a quien acompañó al artista francés durante muchos años. Esto se debió a que, con la muerte de Dreyfus, Jarre decidió que EMI y Disques Dreyfus trabajaran en conjunto para la confección de este álbum.

### Composición del álbum
El álbum incluye dos CD, de los cuales uno se denomina Essentials y su contraparte Rarities.
Essentials corresponde al merecido (según Jarre) tributo al trabajo realizado con Francis Dreyfus, compilando temas desde Oxygene (1976) hasta Sessions 2000 (2001), años en los que trabajaron en conjunto. Acá mezcla sus grandes clásicos con temas que tal vez no tuvieron la misma suerte, pero que de todas maneras para muchos de los fanes, son parte de los grandes temas del francés.
Rarities incluye temas hechos por Jarre con anterioridad a Oxygene, incluyendo aquellos temas compuestos con su mentor Pierre Schaeffer. Son temas que (a excepción de los extraídos de La Cage, Deserted Palace y Les Granges Brûlées) nunca han sido publicados en álbum. Además incluye remix del DJ Vitàlic de los temas La Cage y Erosmachine.
Luego de unos meses de lanzado el álbum, se editó una versión de Rarities en vinilo que incluye los temas de aquel CD con excepción de los mix de Vitalic.

## Listado de temas
El 19 de abril de 2011 se confirmó la lista de temas del álbum. Estos son:
| CD 1 (Essentials) |                                  |        |                                      |          |  |
| N.º               | Título                           | Música | Álbum original                       | Duración |  |
| 1.                | «Souvenir of China»              | Jarre  | The Concerts in China                | 3:59     |  |
| 2.                | «Oxygene, part 2»                | Jarre  | Oxygene                              | 3:12     |  |
| 3.                | «Arpegiateur»                    | Jarre  | The Concerts in China                | 6:16     |  |
| 4.                | «Oxygene, part 4»                | Jarre  | Oxygene                              | 4:14     |  |
| 5.                | «Equinoxe, part 4»               | Jarre  | Equinoxe                             | 6:42     |  |
| 6.                | «Calypso, part 2»                | Jarre  | Waiting for Cousteau                 | 2:28     |  |
| 7.                | «Zoolook»                        | Jarre  | Zoolook                              | 3:52     |  |
| 8.                | «Les Chants Magnetiques, part 1» | Jarre  | Les Chants Magnetiques               | 5:20     |  |
| 9.                | «Les Chants Magnetiques, part 2» | Jarre  | Les Chants Magnetiques               | 4:02     |  |
| 10.               | «Equinoxe, part 5»               | Jarre  | Equinoxe                             | 3:55     |  |
| 11.               | «Industrial Revolution, part 2»  | Jarre  | Revolutions                          | 2:22     |  |
| 12.               | «Fourth Rendez-vous»             | Jarre  | Rendez-vous                          | 3:59     |  |
| 13.               | «Gloria, Lonely Boy»             | Jarre  | Metamorphoses                        | 5:30     |  |
| 14.               | «Oxygene, part 6»                | Jarre  | Oxygene                              | 6:21     |  |
| 15.               | «Space Of Freedom» («March 23»)  | Jarre  | Live From Gdańsk (Koncert w Stoczni) | 8:02     |  |
| 1:10:14 (70:14)   |                                  |        |                                      |          |  |

| CD 2 (Rarities) |                               |         |                                         |          |  |
| N.º             | Título                        | Música  | Proviene de / Album original            | Duración |  |
| 1.              | «Happiness Is A Sad Song»     | Jarre   | Primera composición como solista (1968) | 5:53     |  |
| 2.              | «Hypnose»                     |         |                                         | 3:29     |  |
| 3.              | «Erosmachine»                 | Jarre   | La Cage (lado B) (1971)                 | 2:58     |  |
| 4.              | «La Cage»                     | Jarre   | La Cage (lado A)                        | 3:23     |  |
| 5.              | «Chanson Des Granges Brûlées» | Jarre   | Les Granges Brûlées (1973)              | 2:45     |  |
| 6.              | «Wind Swept Canyon»           | Jarre   | Deserted Palace (1972)                  | 7:39     |  |
| 7.              | «The Abominable Snowman»      | Jarre   | Deserted Palace                         | 0:52     |  |
| 8.              | «Deserted Palace»             | Jarre   | Deserted Palace                         | 2:22     |  |
| 9.              | «Le Pays De Rose»             | Jarre   | Les Granges Brûlées                     | 2:01     |  |
| 10.             | «Rain Forest Rap Session»     | Jarre   | Deserted Palace                         | 1:40     |  |
| 11.             | «Black Bird»                  |         |                                         | 3:06     |  |
| 12.             | «Music Box Concerto»          | Jarre   | Deserted Palace                         | 2:41     |  |
| 13.             | «Iraqi Hitch-Hiker»           | Jarre   | Deserted Palace                         | 2:25     |  |
| 14.             | «Les Granges Brûlées»         | Jarre   | Les Granges Brûlées                     | 3:13     |  |
| 15.             | «La Cage (Vitalic RMX)»       | Vitàlic | CD gratuito Revista TRAX (2009)         | 4:16     |  |
| 16.             | «Erosmachine (Vitalic RMX)»   | Vitalic | CD gratuito Revista TRAX                | 3:45     |  |
| 52:28           |                               |         |                                         |          |  |